# Malatoŭnja
Malatoŭnja (vitryska: Малатоўня) är ett vattendrag i Belarus.   Det ligger i voblasten Mahiljoŭs voblast, i den östra delen av landet, 280 km öster om huvudstaden Minsk.
Omgivningarna runt Malatoŭnja är en mosaik av jordbruksmark och naturlig växtlighet. Runt Malatoŭnja är det glesbefolkat, med 14 invånare per kvadratkilometer.